# رز آبراهام داربی
رز آبراهام داربی (به انگلیسی: Rosa Abraham Darby) یکی از رزهایی است که به وسیلهٔ دیوید اوستین نسل‌گیری شده‌است. دارای غنچه‌ها و گل‌های کاملاً فنجانی شکل است. دامنه رنگ گل با توجه به آب و هوا از رنگ نارنج به مانند زردآلو در داخل و زرد کم رنگ در خارج تا صورتی پررنگ متفاوت است. بسیار پرعطر است. فصل گلدهی از تابستان تا پاییز است. ارتفاع آن در حدود ۱ و نیم متر است. رزهای انگلیسی از تلاقی و آمیزش بین بعضی از انواع رزهای قدیمی و دورگه‌های جدید رز چای و رزهای فلوریبوندا ایجاد شده‌اند و به همین خاطر ترکیبی از ویژگی‌های عطر و بو و ظاهر رزهای قدیم و توانایی و استعداد تکرار گلدهی در سرتاسر فصلِ رزهای جدید را دارا هستند.